# Théorème de Dandelin
Pour les articles homonymes, voir Dandelin.

Les sphères de Dandelin (en rose et bleu) dans le cas d'une section elliptique.

En mathématiques, le théorème de Dandelin, ou théorème de Dandelin-Quetelet ou théorème belge sur la section conique, est un théorème portant sur les coniques.

## Énoncé
Le théorème de Dandelin énonce que, si une ellipse ou une hyperbole est obtenue comme section conique d'un cône de révolution par un plan, alors :
- il existe deux sphères à la fois tangentes au cône et au plan de la conique (de part et d'autre de ce plan pour l'ellipse et d'un même côté de ce plan pour l'hyperbole) ;
- les points de contact des deux sphères au plan sont les foyers de la conique ;
- les directrices de la conique sont les intersections du plan de la conique avec les plans contenant les cercles de contact des sphères avec le cône.

## Historique

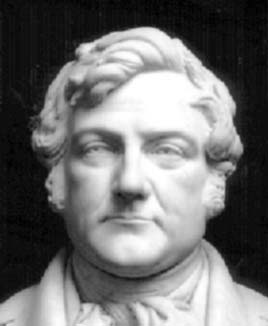
Germinal Pierre Dandelin

Apollonius, déjà au IIIe siècle av. J.-C., définit les coniques comme étant les formes obtenues en glissant un plan au travers d’un cône dans tous les angles possibles. On peut alors obtenir un cercle, une ellipse, une hyperbole ou une parabole. Il leur découvre également des propriétés focales et en définit l'excentricité, mais on a malheureusement perdu les traces de ses œuvres à ce sujet. 
Alors que les propriétés des coniques semblaient bien connues, le mathématicien belge Germinal Pierre Dandelin découvrit en 1822 son théorème, qui donne une manière particulièrement élégante de relier la définition des coniques par foyer et directrice avec la définition par section conique d'une part, et avec la définition bifocale d'autre part dans le cas des ellipses et hyperboles. Il s'agit d'un exemple de théorème de géométrie plane – l'équivalence des définitions bifocale et par foyer et directrice – dont la preuve est rendue simple en utilisant la dimension trois – les sections coniques.

## Ellipse
Une ellipse peut être définie de trois façons :
1. le lieu des points du plan dont la somme des distances à deux points fixes est une constante strictement supérieure à la distance entre les deux points ;
2. le lieu des points du plan dont le rapport des distances à un point fixe et à une droite ne passant pas par le point est constant et inférieur à 1 ;
3. une des courbes obtenue par l'intersection d'un cône par un plan.

Soit P un point quelconque de la section conique. Soient également G1 et G2 les deux sphères qui sont tangentes au cône et au plan sécant. Leurs intersections avec le cône forment deux cercles nommés respectivement k1 et k2, et avec le plan deux points nommés F1 et F2. Les intersections de la génératrice du cône passant par P avec k1 et k2 sont nommées P1 et P2. Comme PP1=PF1 et PP2=PF2 (car deux tangentes à une même sphère se coupent en un point situé à distance égale des deux pieds des tangentes), PF1 + PF2 = P1P2. Or, la distance entre P1 et P2 est constante, quel que soit P. En d’autres termes, pour tout point P, PF1+ PF2 est constant ; et donc, la section conique comprenant P est une ellipse bifocale de foyers F1 et F2. 
Pour le deuxième point du théorème, on considère l’intersection entre le plan de la section et celui du petit cercle k1. Il s'agit de montrer qu’il s’agit de la directrice. On projette maintenant P sur le plan du petit cercle, ce nouveau point est nommé P’. Le projeté du même point P sur la supposée directrice est appelé D. On constate alors que tous les triangles PP’P1 sont semblables, quel que soit le point P. Ainsi, le rapport entre PP’ et PP1(=PF1) est toujours constant. On constate également que les triangles PP’D sont semblables, ce qui veut dire que le rapport entre PP’ et PD est une autre constante. Ainsi le rapport DP/PF1 est une constante, ce qui correspond à la première définition de l'ellipse.

## Hyperbole

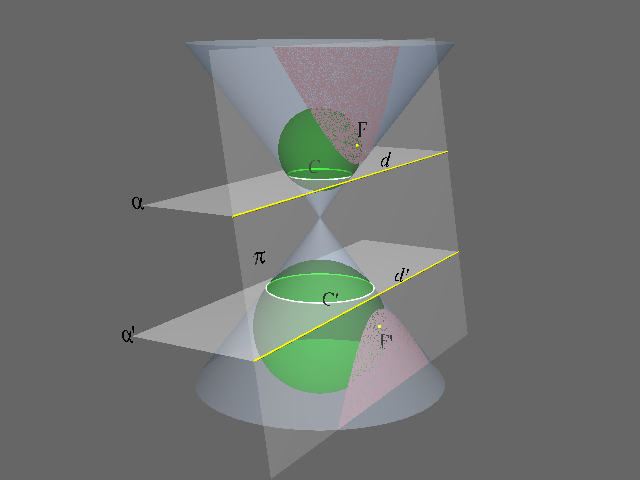
Dans le cas d'une section hyperbolique, les deux sphères de Dandelin sont chacune dans une nappe.

Alors que, pour une ellipse, les deux sphères sont dans la même nappe du cône, dans le cas de l'hyperbole, les deux sphères sont dans les deux nappes opposées. 

## Parabole

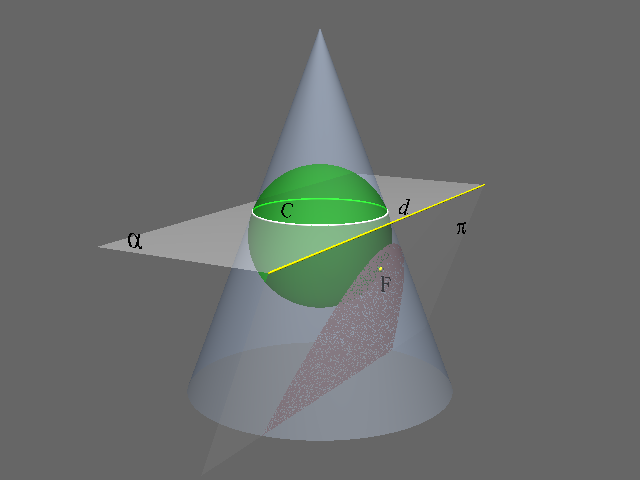
Dans le cas d'une section parabolique, il n'y a qu'une sphère de Dandelin.

Dans le cas d'une parabole, il n'existe qu'une seule sphère, tangente au plan de la parabole en son unique foyer. La directrice est l'intersection du plan de la parabole avec le plan contenant le cercle de tangence de la sphère et du cône.

## Anecdote
- Dans le roman de Boileau-Narcejac, Le train bleu s'arrête treize fois, le héros, pris en otage, tente d'endormir son ravisseur par le murmure de ses paroles, citant entre autres le théorème de Dandelin.
- Dans le téléfilm Le voyageur imprudent Pierre (Thierry Lhermitte) est professeur de mathématiques.  Dans un de ses cours dans un collège le dessin au tableau évoque Le théorème de Dandelin.